# Николай Палаузов
Николай Христофорович Палаузов (също понякога и като Никола Палаузов) е български възрожденец, общественик и просветен деец. Спомагателен член от 1869 г. и почетен член от 1884 г. на Българското книжовно дружество (днес БАН).

## Биография
Роден е на 9 май 1819 г. в Габрово. Начално образование получава в родното си място при килийния учител даскал Калинича.
В началото на 1830-те години e бил извикан от своя чичо Николай Степанович Палаузов в Одеса и след предварителна подготовка постъпва в Ришельовския лицей. Завършва Юридическия факултет на Ришельовския лицей в Одеса през 1842 г., а след дипломирането си е сред първите българи, завършили руско висше училище.
На 21 години приема руско поданство и е назначен на държавна служба в Одеса (1842-1899). Става служител и член на Управителния съвет на Одеската митница, губернски секретар, колежки секретар, надзирател на Тирасполската митница.

## Принос за развитие на българското образование
През 1845 г. е изпратен от Васил Априлов и Николай Ст. Палаузов в Габрово, за се погрижи за подобряване на работата в училищата (от 1860 г. до края на живота си е попечител на Габровското училище).
През лятото на 1853 година Палаузов изпраща до командващия Дунавската армия Михаил Горчаков записка, озаглавено „За сегашното положение на българите в Европейска Турция“. В нея той критикува руската политика след Одринския договор от 1829 година като пагубна за руското влияние сред българите и призовава за изпращане на руски емисари в България. Те трябва да подготвят масово въстание, което да съпътства предстоящото руско настъпление на Балканите.
През 1854 г. е аташиран към щаба на руската Южна армия в Букурещ като служител с особено назначение по българските въпроси. Полага грижи за устройването на българите преселници в Южна Русия.
През 1861 г. става цензор на славянските вестници и книги, които пристигат в Русия през Одеса.
През 1883 г. е утвърден за действителен статски съветник.
Пише статии, доклади, с които запознава руското правителство, политическите и държавни дейци и обществеността с положението на българския народ, като се стреми да привлече вниманието им към делото за освобождението на България.

## Други заслуги
- Издейства от руското правителство стипендии за българките, които учат в одеските девически гимназии, както и за българи във Фундуклеевата гимназия в Киев, в техническите училища в Петербург и др.
- Организира събиране, превеждане и отпечатване на книги, които изпраща в България.
- Сътрудничи на руския периодичен печат – „Одески вестник“.
- Сътрудничи на „Цариградски вестник“, в който са поместени статиите му „Няколко мисли заради болгарското правописание“ (1852) и „Болгарска писменост“ (1852).
- Превежда от руски език „Жизнеописанието на Юрия Ивановича Венелина“ – 1851 г.
- Основател и дългогодишен председател на Одеското българско настоятелство (1854-1899) и почетен член на Одеското славянско общество.

## Памет
На Николай Палаузов е наречена улица в квартал „Хиподрума“ в София (Карта).